# 晴空血战史
《晴空血战史》（英語：Twelve O'Clock High）是一部1949年的美国电影，讲述美国卷入二战的早期第八航空队队员轰炸纳粹德国占领下的法国的故事。西·巴特利特、亨利·金和小貝爾尼·萊伊根据巴特利特和萊伊1948年的小说改编了剧本。由亨利·金导演，格里高利·派克、雨果·馬羅、加里·梅里尔、米勒德·米切爾和迪恩·贾格尔主演。该片获奥斯卡金像奖最佳男配角和最佳音效奖。

## 剧情
1949年，前美國陸軍航空軍军官哈维·斯托瓦尔在伦敦一家古董店的橱窗里发现了一个熟悉的托比壶，并了解到它来自斯托瓦尔在二战期间服役的阿奇伯里机场。他确信这就是曾经放置在机场军官俱乐部壁炉上的那个壶，于是他买下了它并前往废弃的机场，在那里他回顾了自己的战时经历。
时间回到1942年，当时阿奇伯里的第918轰炸机群获得了“运气不好的军群”的绰号。在一次特别灾难性的任务之后，军群指挥官基思·达文波特上校显得疲惫不堪，士气低落。他的失败主义态度蔓延到军群的其他高级领导人，包括他的空军执行官本·基特立中校。第二天，达文波特被命令低空飞行执行另一项任务，他向他的朋友弗兰克·萨维奇准将提出抗议。萨维奇是美國第八航空隊司令部负责作战的助理参谋长。后来，萨维奇不情愿地与第八轰炸机司令部的指挥官普里查德少将交流了他的看法，他认为达文波特在感情上与他的部下变得过于亲密，可能不再适合指挥。那天晚上，普里查德和萨维奇访问了军群总部，调查任务损失惨重的原因。普里查德意识到，萨维奇是对的。达文波特已经变得过度纵容，即使部下犯了代价高昂的错误也不愿意对部下进行惩戒。达文波特被解除了指挥职务，萨维奇被要求接替。
萨维奇采取了严厉的方法来恢复团队的纪律和士气。他首先训斥了基特立，把他降为飞机指挥官，并坚持要求他以后每一次任务都要飞行。萨维奇只给基特立分配最不称职的机组人员，命令他在飞机上涂上“漢生病療養院”的名字。粗犷的科布少校以他的独立精神打动了萨维奇，并取代了基特立成为空军执行官。萨维奇执行了一系列的训练任务，并等待机会来恢复小组对其能力的肯定。由于萨维奇的严厉领导与达文波特的随和态度形成鲜明对比，所有的飞行员都申请调职。萨维奇要求军群附屬官斯托瓦尔少校推迟处理他们的申请，为他争取时间。斯托瓦尔平时是一名律师，他知道如何利用官僚主义的繁文縟禮为自己谋利。
当军群返回战斗时，由于天气恶劣，所有小组都被命令中止任务。萨维奇无视召回的命令。第918轰炸机群成功地轰炸了目标，是唯一一个这样做的军群。所有机组人员都安全返回。虽然普里查德很生气，但萨维奇声称由于无线电故障，他没有听到召回命令，而是说服普里查德推荐他们争取杰出单位表彰。萨维奇还在杰西·比绍普中尉那里得到了一个干儿子，他是荣誉勋章获得者，是萨维奇在作战机组中的耳目。当监察长来调查飞行员的调职请求时，萨维奇收拾好自己的东西，他觉得自己将被解除指挥权并可能被送上军事法庭。但在比绍普的带领下，飞行员们撤回了他们的请求。随着萨维奇与他们的关系越来越密切，他对这些人的态度也有所缓和。基特立在战斗中表现出非凡的领导能力和勇气，从而赢得了萨维奇的尊重和钦佩。
随着空战向德国纵深发展，敌人的抵抗也在加强，任务变得更加漫长和危险，萨维奇的许多好手被击落或死亡。普里查德想让萨维奇回到第八航空隊司令部担任参谋工作，但萨维奇觉得第918轰炸机群不能离开他。无奈之下，普理查德让他继续指挥。在对一家滾珠軸承厂进行了一次特别残酷的突袭后，萨维奇被命令飞往同一目标，但他突然浑身无力，上不了飞机。基特立取代了他的位置，成为这次任务的首席飞行员和攻击指挥官。在等待战斗机群返回时，萨维奇变得紧张不安。直到机群都返回阿奇伯里后，他才恢复了平静并睡着了。
时间又回到1949年，斯托瓦尔骑着自行车离开了阿奇伯里。